# Яннік Енгельгардт
Яннік Енгельгардт (нім. Yannik Engelhardt, нар. 7 лютого 2001, Геттінген, Німеччина) — німецький футболіст, опорний півзахисник клубу «Фортуна» з Дюссельдорфа.

## Ігрова кар'єра

### Клубна
Яннік Енгельгардт є вихованцем футбольної школи клубу «Вердер» з Бремена. У 2019 році футболіста почали залучати до другого складу команди, яка виступає у Регіональній лізі. Та більшу частину часу футболіст провів у другій команді «Фрайбурга», куди він влітку 2021 року перейшов на правах дворічної оренди. 
Влітку 2023 року Енгельгардт перейшов до клубу «Фортуна» з Дюссельдорфа і в серпні 2023 року півзахисник дебютував у Другій Бундеслізі.

### Збірна
З 2018 по 2020 роки Яннік Енгельгардт виступав за юнацькі збірні Німеччини.